# Beat ’n Blow
Beat ’n Blow ist eine Brassband aus Berlin. Die Gruppe gründete sich 1993 als instrumentale Straßenband. Das Debütalbum modern brass erschien 1996. Mit dem Album Time von 2003 waren erstmals auch Gesangsstimmen in der Musik zu hören.

## Musikstil und Bandgeschichte
Gegründet 1993 als instrumentale Straßenband hatten Beat’n Blow 1996 mit dem Instrumental-Album Modern Brass ihre erste Veröffentlichung.
Nach dem ersten Konzept-Album Songs (2000) erschien im Frühling 2003 auf Traumton Records die CD Time. Hier wurde die Sängerin Katie LaVoix, auch als Songwriterin, zum ersten Mal gefeatured. Im Jahr 2006 veröffentlichte die Band ihr Album Sound of Blasmusik, bei der die Single „Girl“ ausgekoppelt wurde.
2009 erschien das Album Hund ohne Leine, mit dem ein neues künstlerisches Konzept greifbar wurde. Hierauf folgte 2011 die CD Nackt und Roh beim neuen Label Herzog Records aus Hamburg. Der Tourneeplan führte die Band nun auch nach Russland und Indien und vom Stück „What the Girl Wants“ erschien eine polnische Single. Außerdem wurde die Band beim Street Music Festival Heizetara in Spanien mit dem Sonderpreis der Jury für Komposition und Arrangement ausgezeichnet.
Mit dem neuen Album über die Ufer (August 2014) lag das sechste Album vor. Zum Abschluss eines intensiven Tour-Jahres durch Europa trat die Band am 9. November zum 25. Jahrestag des Mauerfalls im Programm der großen Bühnenshow am Brandenburger Tor auf. Auch 2015 und 2016 wurde international getourt u. a. in Großbritannien, Niederlande, Belgien, Luxemburg, Frankreich, Schweiz, Polen, Italien, Österreich und Deutschland.

## Diskografie
- 1996: Modern Brass
- 2000: Songs
- 2003: Time (Traumton Records)
- 2007: Sound of BlasMusik (CooCoo Records)
- 2009: Hund ohne Leine (CooCoo Records)
- 2011: Nackt und Roh (Herzog Records)
- 2014: Über die Ufer (Herzog Records)
- 2020: Along the River (Micky Bister feat. Beat 'n Blow) (CooCoo Records)